# ماری ژرژ بوفه
ماری-ژرژ بوفه (به فرانسوی: Marie-George Buffet) (زاده ۷ مه ۱۹۴۹) سیاست‌مدار فرانسوی و صدر کنونی حزب کمونیست فرانسه است.
او در ۱۹۶۹ در حالی که تنها بیست سال داشت به این حزب پیوست و از ۴ ژوئن ۱۹۹۷ تا ۵ مه ۲۰۰۲ وزیر ورزش و امور جوانان بود. او در ۱۶ ژوئن ۲۰۰۲ برای یک دورهٔ ۵ سالهٔ دیگر در مجلس ملی انتخاب شد.
بوفه به عنوان صدر حزب کمونیست فرانسه معمولاً در مورد مسائل مختلف سیاسی و بخصوص مسائل کارگری اظهار نظر می‌کند.او برای مسائل در مورد توفان کاترینا «بی‌تفاوتی بوش» را از علل عواقب آن فاجعه دانست.